# کوازار (موتورسیکلت)

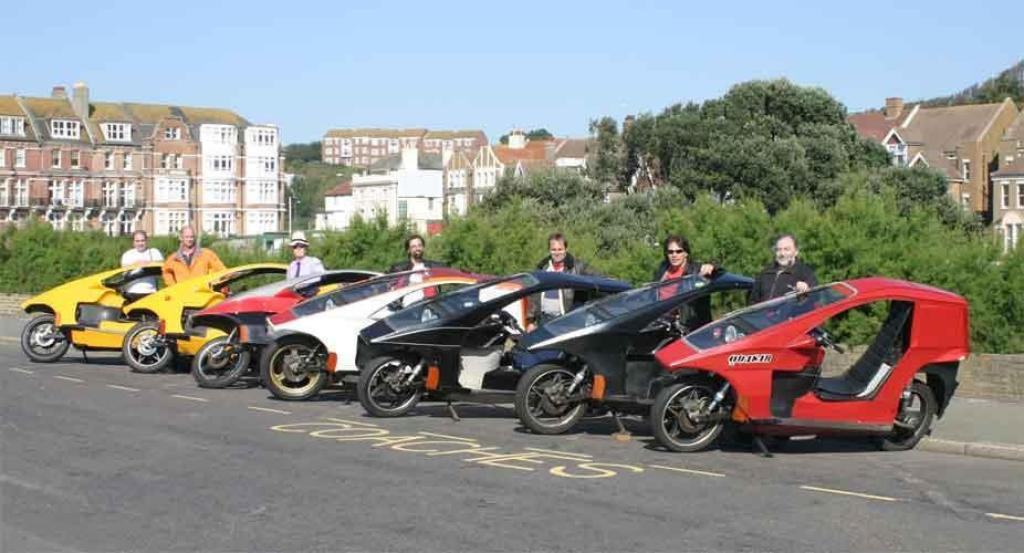

کوازار (موتورسیکلت) (Quasar (motorcycle)) خودرویی است که در سال‌های ۱۹۷۵ تا ۱۹۸۲در بریتانیا تولید شده‌است.
این خودرو در کلاس موتورسیکلت قرار گرفته، است.
موتور آن ۸۵۰ سی‌سی است.